# Gare de Fellering
La gare de Fellering est une gare ferroviaire française de la ligne de Lutterbach à Kruth située sur le territoire de la commune de Fellering dans le département du Haut-Rhin, en région Grand Est.
C'est une halte voyageurs de la Société nationale des chemins de fer français (SNCF) desservie par des trains TER Grand Est.

## Situation ferroviaire
Établie à 446 mètres d'altitude, la gare de Fellering est située au point kilométrique (PK) 28,43 de la ligne de Lutterbach à Kruth, entre les gares de Wesserling et d'Oderen. 

## Fréquentation
De 2015 à 2024, selon les estimations de la SNCF, la fréquentation annuelle de la gare s'élève aux nombres indiqués dans le tableau ci-dessous.
| Année     | 2015   | 2016   | 2017   | 2018   | 2019   | 2020   | 2021   | 2022   | 2023   | 2024   |
| --------- | ------ | ------ | ------ | ------ | ------ | ------ | ------ | ------ | ------ | ------ |
| Voyageurs | 27 050 | 29 281 | 26 713 | 24 528 | 25 221 | 23 468 | 22 995 | 19 737 | 27 219 | 29 170 |

## Service des voyageurs

### Accueil
Halte SNCF, c'est un point d'arrêt non géré (PANG) à entrée libre. Elle est équipée d'automates pour l'achat de titres de transport.

### Desserte
Fellering est desservie par des trains TER Grand Est qui effectuent des missions : entre les gares de Kruth et Thann ou Thann-Saint-Jacques ; et entre les gares de Kruth et Mulhouse-Ville.

### Intermodalité
Un parking pour les véhicules est aménagé.